# جوزپه ماستینو
جوزپه ماستینو (انگلیسی: Giuseppe Mastinu؛ زادهٔ ۹ اکتبر ۱۹۹۱) بازیکن فوتبال اهل ایتالیا است.
از باشگاه‌هایی که در آن بازی کرده‌است می‌توان به باشگاه فوتبال اسپتزیا اشاره کرد.